# アイザック・マーティン
アイザック・マーティン（Isaac Martin、1758年-1793年9月20日）はバウンティ号の反乱に加担した水夫のひとりであり、乗組員で唯一のアメリカ人である。
マーティンはアメリカのフィラデルフィアの出身で、彼が生まれたフィラデルフィアでアメリカ独立宣言がなされた時、彼は18歳だった。その後、彼はナンタケットに移り住んでいる。彼はアメリカ独立戦争の間はアメリカ独立派の兵士であり、1781年にイギリスの船に捕まり捕虜になった76人の乗組員のひとりであった。1782年に囚人になるが、彼ら捕虜がイギリス軍に入隊すれば捕虜は許しを与えられたので、マーテインは最終的にその方針を受け入れ、1782年から1789年までイギリス海軍にいた。
1787年にバウンティ号の乗組員になった。バウンティ号は1789年にタヒチに到着し、パンノキやその他の植物を採集するためタヒチに滞在していた。その滞在中に、タヒチ島民が誤ってバウンティ号に乗り船の鉄の防具を勝手に持ち出そうとし、マーティンが道具を勝手に持ち出した男に盗難の疑いをかけた男を叩いた。この罪のために彼はウィリアム・ブライ艦長から24回の鞭打ちの刑を受けた。
その後フレッチャー・クリスチャンが起こした反乱に加担したが、彼はブライの警備員として公示されていた。そしてブライ艦長らバウンティ号から救命艇に乗せる時、ブライと忠実な乗組員が救命艇から下がったので彼も彼らと下がってこそこそしていた。
しかし反乱者のマシュー・クィンタルが銃で彼の頭に向けた時彼はデッキの上の後ろによじ登り、彼はバウンティ号に戻った。
バウンティ号を乗っ取った反乱者達はタヒチへ再び戻った彼は「ジェニー」と名付けたタヒチ人女性と結婚した。その後タヒチに残る反乱者もいたがクリスチャンに同行した反乱者は隠れ住む場所としてピトケアン島を選び、ピトケアン島に住みついた。
島に住み着いてからタヒチから連れてきたポリネシア人の反乱が起こり殺し合いになった。彼も巻き込まれポリネシア人に銃殺された。
彼は結婚はしたが子供ができず、ピトケアン島に住み着いてからは短い人生だった。